# Justice Society of America
De Justice Society of America, of JSA, is een superheldenteam uit de strips van DC Comics. Het team was het eerste superheldenteam in de geschiedenis van de strips. De JSA werd bedacht door Sheldon Mayer en schrijver Gardner Fox, en maakte zijn debuut in All Star Comics #3 (Winter 1940).
De JSA bestond in het begin voornamelijk uit leden die nog niet of nauwelijks in eigen stripseries waren verschenen. Dit om deze personages bekender te maken bij een groot publiek.

## All Star Comics(Golden Age)
Het originele JSA team, gevormd in de jaren 40 van de 20e eeuw, bestond uit Dr. Fate, Hour-Man, Spectre en Sandman. Bijleden waren Atom, de Flash, Green Lantern en Hawkman. Aanvankelijk gebruikte DC dit team om nieuwe helden te introduceren. Zodra een lid van de JSA zijn eigen stripserie kreeg, werd hij uit het team gezet. Derhalve werd Flash al snel vervangen door Johnny Thunder, en vertrok ook Green Lantern. Het enige personage dat een uitzondering vormde op deze regel was Wonder Woman, maar zij was in de JSA strips enkel de secretaresse van het team en speelde geen actieve rol.
De originele JSA avonturen werden geschreven door Gardner Fox, en getekend door een groot aantal tekenaars waaronder E. E. Hibbard, Jack Burnley, Jack Kirby en Joe Kubert.
De Golden Age tijd van de JSA eindigde in All Star Comics #57. Een verklaring voor deze plotselinge verdwijning van het team werd gegeven begin jaren 50, in Adventure Comics #466 (in een verhaal getiteld "The Defeat of the Justice Society!"). Hierin werd verklaard dat het team werd opgeheven nadat het wantrouwen tegen superhelden groeide en het publiek ging eisen dat ze zich bekend zouden maken.
Tijdens de Golden Age was het leiderschap van de JSA voornamelijk in handen van Hawkman. In 1942 was het team onderdeel van de Amerikaanse strijdmacht in de Tweede Wereldoorlog.

## Gastrollen inJustice League of America(Silver Age)
Toen in de jaren 50 DC met succes veel van zijn Golden Age helden weer herintroduceerde, introduceerden ze ook een nieuwe versie van de JSA. Dit werd de Justice League.
In Flash #123 (September 1961) werd onthuld dat de Golden Age versies van de DC Superhelden in een ander parallel universum leefden dan de Silver Age versies van de helden. Dit vormde het begin van een aantal crossovers tussen de Justice League en de JSA. Deze teamups bleven doorgaan tot 1985.
Tevens kreeg de JSA weer een eigen stripserie die zich afspeelde in hun universum. Hierin werden de inmiddels oudere leden mentoren van een nieuw team van helden.

## Moderne tijd
In het verhaal Crisis on Infinite Earths werd het gehele DC multiversum versmolten tot 1 universum. In dit nieuwe universum bestonden zowel de Justice League als JSA. De JSA was nu een voorloper van de Justice League. De oude versie van de Justice League ging uit elkaar na een gevecht met een aantal schurken die waren gefuseerd met de Noorse Goden.
Begin jaren 90 werd een nieuw JSA team opgericht. In 1992 kreeg dit nieuwe team zijn eigen stripreeks, geschreven door Len Strazewski en getekend door Mike Parobeck. Hierin keerde het oude team weer terug. Hoewel deze stripserie populair genoeg was, werd hij al na 10 delen stopgezet. In een interview vertelde schrijver Len Strazewski dat Mike Carlins tekenwerk niet aansloot bij zijn verhalen. Tegen de tijd dat de serie werd stopgezet, werd ook onthuld dat de meeste originele leden nu te oud waren om door te gaan met het heldenwerk.
De Justice Society werd wederom nieuw leven ingeblazen in 1999. Dit team bestond uit de laatst overgebleven oude leden, samen met een groot aantal nieuwe. De serie werd gemaakt door James Robinson en David S. Goyer. Deze stripserie liep tot 2006.
Na het verhaal Infinite Crisis werd opnieuw een JSA opgericht, als onderdeel van de “one year later” verhaallijn. Dit team bestaat nog steeds.

## Prijzen
De Justice Society ontving in 1965 een Alley Award voor “Strip or Book Most Desired for Revival”.

## In andere media
- In de dubbele aflevering Legends van de serie Justice League kwam een team voor dat duidelijk was gebaseerd op de JSA. Dit was de Justice Guild of America.
- Veel leden van de hedendaagse JSA hadden gastrollen in de serie Justice League Unlimited.
- In seizoen 9 van de tv-serie Smallville wordt de JSA geïntroduceerd in een dubbellange aflevering getiteld "Absolute justice".
- In de seizoensfinale van seizoen 1 van de tv-serie DC's Legends of Tomorrow worden de helden door een afgevaardigde van de JSA (Rex Tyler) gewaarschuwd hun missie niet voort te zetten.